# سیارک ۲۴۴۴
سیارک ۲۴۴۴ (به انگلیسی: 2444 Lederle، نامگذاری:1934CD) دو هزار و چهارصد و چهل و چهارمین سیارک کشف شده‌است که در ۵ فوریه ۱۹۳۴ و در هایدلبرگ کشف شد.
قدر مطلق سیارک برابر ۱۱٫۸۰ است.